# Mehmet Altıparmak
Mehmet Altıparmak (Ankara, 1º maggio 1969) è un allenatore di calcio ed ex calciatore turco, di ruolo centrocampista, tecnico del Samsunspor.